# Zamiary
Zamiary – wieś w Polsce, położona w województwie łódzkim, w powiecie łowickim, w gminie Kiernozia.
| SIMC    | Nazwa      | Rodzaj    |
| ------- | ---------- | --------- |
| 0567267 | Krzewinki  | część wsi |
| 0567273 | Podbrzezie | część wsi |
| 0567280 | Polesie    | część wsi |

W latach 1975–1998 miejscowość administracyjnie należała do województwa płockiego.